# Адміністративна будівля НСДАП
Адміністративна будівля НСДАП (нім. Verwaltungsbau der NSDAP), також відома як Будинок інститутів культури (нім. Münchner Haus der Kulturinstitute) — будівля колишнього центрального апарату Націонал-соціалістичної робітничої партії Німеччини в Мюнхені.

## Історія
До листопада 1933 р. на даному місці розташовувався Палац Прінсгеймів (нім. Palais Pringsheim), який належав математику Альфреду Прінсгейму та його дружині Гедвігі. Прінгсгейм належав до сілезької підприємницької родини єврейського походження, та був свекром письменника Томаса Манна. Після захоплення влади нацистами в 1933 р. палац було експропрійовано та знесено. А на його місці в 1933—1937 роках була зведена нова будівля в неоклацистичному стилі за проектом архітектора Пауля Людвіга Трооста.
За часів націонал-соціалізму тут розміщувався центральний апарат НСДАП. Зокрема, в цій будівлі знаходилася картотека всіх 8 млн членів партії. Величезні сейфи, в яких зберігалася картотека, до теперішнього часу знаходяться в підвальних приміщеннях будівлі. Разом з «Фюрербау» (а також з нині знесеними Храмами честі) ця будівля завершує східну частину архітектурної композиції Королівської площі.
У 1945 році в Адміністративному будинку НСДАП і «Фюрербау» розмістився центральний в Південній Німеччині пункт збору (англ. Central Collecting Point) вивезеного націонал-соціалістичними організаціями з Європи «трофейного мистецтва» — переміщених культурних цінностей. І звідси здійснювалось їх подальше повернення законним власникам.

## Сучасність
Наразі будівля також відома як Мюнхенський будинок інститутів культури, через розміщення в ній низки музеїв та інститутів з дослідження мистецтва:
- Державне античне зібрання та Гліптотека (дирекція)
- Державне графічне зібрання
- Музей копій класичної скульптури
- Інститут єгиптології Мюнхенського університету Людвіга-Максиміліана
- Інститут класичної археології Мюнхенського університету Людвіга-Максиміліана
- Центральний інститут для історії мистецтва